# Martin IV. Frankapan
Martin IV. Frankapan (lat. De Frangepanibus Martinus), poznati i kao Martin Pobožni (?, prije 27. siječnja 1416. - ?, 4. listopada 1479.), hrvatski knez, potomak hrvatske velikaške obitelji Frankapan.
Rodio se u obitelji kneza Nikola IV. Frankapana (o. 1360. – 1432.) i Doroteje Gorjanske. Imao je više braće i sestara, od kojih su najpoznatiji Ivan VI. Frankapan (o. 1405. – 1436.), Stjepan III. Frankapan († nakon 1484.) i Ivan VII. Frankapan (o. 1424.-o. 1486.).
Pristao je uz brata Stjepana III., te zajedno s njime i većinom ostale braće, izuzev knezova Nikole V. i Dujma IV., sklapaju 29. lipnja 1437. godine savez s austrijskim vojvodaama Fridrikom V. i Albertom VI.
Poslije ratnog pohoda protiv Osmanlija na Kosovu, gdje je 1448. godine jedva spasio život u bitci, izbjegavao je oružane sukobe. Postao je jako pobožan i odan Crkvi te dovodi bosanske franjevce na Trsat i utječe na jačanje marijanskog kulta. Također, pomaže pavline u Crikvenici i Novom Vinodolskom. Zajedno s bratom Ivanom VII. naselio je franjevce na otok Košljun.
Bio je vlasnik grada Okića, Starigrada, Novog Vinodolskog, Bribira, Kotora, Trsata i Bakra i Lipovca. Širio je svoje posjede i prema Bosni, gdje je došao u posjed Kostajnice, Steničnjaka, Krupe, Kladuše i Ostrovice. Godine 1464. ustupio je kralju Matiji Korvinu (1458. – 1490.) grad Krupu na Uni, dok mu je Kostajnicu, Steničnjak i Lipovac ostavio u nasljedstvo.
Godine 1470. sukobio se s nećakom Ivanom VIII. (o. 1458. - o. 1521.) koji ga je zatočio, a 1479. godine najmlađi mu je brat Ivan VII. oduzeo Novi i Bribir.
Prva mu je supruga bila Jelena Lipovačka, kći plemića Mučine od Lipovca, čijim je mirazom proširio svoje posjede na prostor između Save i Kupe, uključujući, osim Lipovca i Kostajnice, grad Jastrebarsko i Komogovinu. Druga mu je supruga bila Doroteja Frankapan, udovica kneza Ivana IV. Blagajskog.
Pokopan je u crkvi sv. Marije na Trsatu.

## Vanjske poveznice
- Martin IV. Frankapan Hrvatska enciklopedija